# Јошкин Шиљан
Јошкин Шиљан (рођен 28. марта 1953), грађанско име Небојша Стојковић, је српски сликар.

## Биографија
Рођен је 28. марта 1953. године у Пироту, под именом Небојша Стојковић. По вокацији је грађевински инжињер, а сликарством се активно бави од 1987. године. Живи и ради у Грделици. Члан је Удружења ликовних уметника Србије. До сада је имао низ самосталних и групних изложби у земљи и иностранству, као и учешћа на разним ликовним колонијама. Међу значајним изложбама су му „Видела”, „Записи” и „Белези” у Студентском културном центру Београда 1998, „77 дана Јошкин Шиљана – Ликови молитве” у Лесковцу, Куманову, Скопљу и Пожаревцу 1999—2000, „Слика Шиљанова” у Галерији Удружења ликовних уметника Србије у Београду 2005, „Слике за свакодневну употребу” у Културном центру Новог Сада и „Непричаве приче” у галерији Икар у Земуну 2007. Добитник је награде за цртеж на Седмом београдском Бијеналу цртежа и мале пластике 2005, награде за сликарство „Златна палета” на Пролећној изложби УЛУС-а 2006. и 2007, награде за сликарство „Арт салон Лесковац” 2006. и 2009, Велике награде за изложена дела комбиноване технике на Четрнаестом Бијеналу наивне и маргиналне уметности Јагодина 2009, Главне награде за сликарство на папиру „ОСТЕН” 2016. и „Златни ОСТЕН за цртеж” 2018. године.